# Раймонд Кендалл
Раймонд Едвард Кендалл (англ. Raymond Edward Kendall; 5 жовтня 1933) — британський правоохоронець. Генеральний секретар Інтерполу (1985—2000).

## Життєпис
Навчався в Оксфордському університеті, закінчив диплом з відзнакою в сучасних мовах та магістра мистецтв.
Кендалл розпочав військову службу в Королівських ВПС у 1951 році, служив у Федерації Малай (нині частина Малайзії). Він приєднався до поліції у 1962 році, де служив у спеціальному відділення та став заступником помічника комісара. 
У 1971 році він приєднався до Інтерполу та став помічником директора з наркотиків. У 1975 році він був призначений директором. Він виконував три терміни в якості Генерального секретаря Інтерполу з 1985 року до його виходу на пенсію в 2001 році. Він був обраний у жовтні 1985 року на 54-й сесії Генеральної Асамблеї, штат Вашингтон, округ Колумбія, і був переобраний в жовтні 1990 року на 59-й сесії Генеральної Асамблеї, Оттава і знову в жовтні 1995 року на 64-й сесії Генеральної Асамблеї, Пекін.